# Радишевский, Павел Валерьевич
Павел Валерьевич Радишевский (13 сентября 1974) — советский и российский футболист, играл на позиции вратаря.

## Биография
В 1991 году провёл 1 матч за «Пресню» во второй низшей союзной лиге. После распада СССР провёл свой единственный матч в высшей лиге, в первом чемпионате России 5 мая 1992 года в выездном матче 8-го тура против «Ростсельмаша» после удаления вратаря Алексея Шиянова, выйдя на замену на 80-й минуте встречи вместо полевого игрока Михаила Зуденкова и сохранив свои ворота в неприкосновенности. В том сезоне играл за фарм-клуб «Асмарала» во второй лиге. В 1993 году выступал за хабаровский СКА, в котором и завершил профессиональную карьеру. После чего выступал за любительские клубы «Янтарь», «Нара», «Мелодия» и «Нара-Десна-2».